# Monstera anomala
Monstera anomala — квіткова рослина роду монстера родини кліщинцевих (Araceae). Місцевий ареал цього виду – від Коста-Рики до Панами.